# Громово (Лапшинское сельское поселение)
Громово — деревня в Вохомском районе Костромской области России. Входит в состав Лапшинского сельского поселения.

## География
Деревня находится в северо-восточной части Костромской области, в подзоне южной тайги, на правом берегу реки Большой Паговец, у автодороги регионального значения 34К-74 Вохма — Лапшино — Кажирово, на расстоянии приблизительно 13 километров (по прямой) к северо-северо-востоку от посёлка Вохма, административного центра района. Абсолютная высота — 158 метров над уровнем моря.

### Климат
Климат характеризуется как умеренно континентальный, с продолжительной холодной зимой и коротким умеренно тёплым летом. Средняя температура воздуха самого холодного месяца (января) — −13,7 °C (абсолютный минимум — −41,5 °C); самого тёплого месяца (июля) — 17,4 °C (абсолютный максимум — 32 °С). Годовое количество атмосферных осадков — 550—650 мм, из которых большая часть выпадает в тёплый период. Снежный покров устанавливается в середине ноября и держится до середины апреля. Господствующими ветрами являются южный и юго-западный.

### Часовой пояс
Деревня Громово, как и вся Костромская область, находится в часовой зоне МСК (московское время). Смещение применяемого времени относительно UTC составляет +3:00.

## История
В начале XX века Громово было одной из крупных деревень Лапшинской волости. В 1911 году была построена деревянная школа, изначально церковно-приходская. В 1931 году в ходе коллективизации был организован колхоз «Муравейник», объединивший несколько окрестных деревень, с правлением в Громово
Исторически жители занимались сельским хозяйством, а также ремёслами. Упоминается обработка камня с местных рек для мощения дорог. Вдоль деревни проходил старый гужевой тракт из Орлова на Великий Устюг. В период Великой Отечественной войны, 23 жителя деревни погибли на фронте.
По данным 1924 года, в деревне насчитывалось 52 двора и 236 жителей. К 2013 году население значительно сократилось.

## Население
| 2008 | 2010 | 2014 |
| ---- | ---- | ---- |
| 65   | ↗74  | ↘44  |

Наблюдается устойчивая тенденция к снижению численности населения деревни.

### Национальный состав
Согласно результатам переписи 2002 года, в национальной структуре населения русские составляли 100 % от 92 жителей.

## Инфраструктура
Основу местной экономики составляет сельское хозяйство. По данным на 2013 год, часть жителей была занята в СПК «Победа». В деревне имелся водопровод.